# Jörg Vaihinger
Jörg Vaihinger (* 8. Oktober 1962 in Dortmund) ist ein ehemaliger deutscher Leichtathlet und Olympiamedaillengewinner, der – für die Bundesrepublik Deutschland startend – in den 1980er-Jahren ein erfolgreicher 400-Meter-Läufer war. Seine bedeutendsten Leistungen gelangen ihm mit der 4-mal-400-Meter-Staffel, in der er die Bronzemedaille bei den Olympischen Spielen 1988 in Seoul gewann. Für den Gewinn der Bronzemedaille bei den Olympischen Spielen 1988 erhielt er das Silberne Lorbeerblatt.

## Erfolge mit der 4-mal-400-Meter-Staffel
- 1982, 1986 und 1987 Deutscher Hallenmeister
- 1983 – Weltmeisterschaften: Platz 2 (3:01,83 min, zusammen mit Erwin Skamrahl, Harald Schmid und Hartmut Weber; Jörg Vaihinger als zweiter Läufer)
- 1986 – Europameisterschaften: Im Vorlauf beteiligt an der Staffel, die die Silbermedaille gewann
- 1988 – Olympische Spiele: Platz 3 (3:00,66 min, zusammen mit Norbert Dobeleit, Edgar Itt und Ralf Lübke; Jörg Vaihinger als dritter Läufer)
- 1990 – Europameisterschaften: Im Vorlauf beteiligt an der Staffel, die die Silbermedaille gewann

Jörg Vaihinger startete bei den Europameisterschaften 1986 und 1990 auch im 400-Meter-Einzelrennen, ohne aber den Endlauf zu erreichen.
Joerg Vaihinger ist einer der wenigen deutschen Leichtathleten, die Teilnehmer (auch Ersatzmann) bei drei Olympischen Spielen waren: 1984, 1988, 1992.
Jörg Vaihinger gehörte zunächst dem OSC Dortmund, ab 1986 dem VfL Sindelfingen an. In seiner aktiven Zeit war er 1,91 m groß und wog 84 kg. Er arbeitet heute bei einer Bank in Stuttgart.